# Alouette–2
Alouette–2 kanadai ionoszféra kutató műhold.

## Küldetés
Feladata a Föld magnetoszféra vizsgálata. A gyakorlatnak megfelelően kettő műholdat építettek, ha az első meghibásodik, akkor két hónapos csúszással a második, a tartalék veszi át a tudományos kutatási szerepet.

## Jellemzői
Gyártotta az RCA Victor Company of Montreal és a Havilland Aircraft Kanada Toronto, üzemeltette a Kanada Védelmi, Kutatási és Fejlesztési Intézet (Defence Research and Development Canada) (DRDC).
Megnevezései: Alouette–2; COSPAR: 1965-098A. Kódszáma: 1804.
1965. november 29-én a Vandenberg légitámaszpontról egy Thor SLV-2 Agena-B hordozórakéta az LC–75–1–1 (LC–Launch Complex) jelű indítóállványról az  Explorer–31 műhold társaságában juttatták közepes magasságú Föld körüli pálya. Az orbitális egység pályája 117,61 perces, 79,8 fokos hajlásszögű, elliptikus pálya perigeuma 508 kilométer, az apogeuma 2652 kilométer volt.
Az Alouette–2 (Ionoszferikus Studies/ISIS–X) mérési (kutatási) hatályát, az  Alouette–1-hez képest kiterjesztették lefedettségben és kibővített vizsgálati módszerekkel (fix frekvencia hangjelzők, forgásstabilizálás- és szabályozás, tárolókapacitás, kombinált adatátvitel- adat továbbító program). Módosították az antenna rendszert, szabályozható forgásstabilizátort alkalmaztak. Gyártotta az RCA Victor Company of Montreal és a Havilland Aircraft Kanada Toronto. Szferoid alakú, 1,07 méter átmérőjű, 0,86 méter magas műhold. Tömege 146,5 kilogramm. Dipólantennái 73 és 22,8 méter hosszúak. Az űreszköz felületét napelemek borították, éjszakai (földárnyék) energia ellátását ezüst-cink akkumulátorok biztosították. Az akkumulátorokat a DRDC vegyi, biológiai- és sugárbiológiai laboratórium (DCBRL) speciális ága, a DRB fejlesztette és készítette, aki felelős volt a műhold hosszú élettartamáért. A rögzített adatokat kezdetben 8 óra/nap idő alatt sugározta, 1975. júniusától 1/2 óra/nap volt az adatáramlás.
1975. augusztus 1-jén, tízéves működés után megszűnt az aktivitása, kikapcsolták. 2013 szeptemberében belépett a légkörbe és megsemmisült.